# Исток је црвен
Исток је црвен (кин: 东方红) је кинеска револуционарна песма која је током 60-их у Кини служила као незванична химна.

## Историја
Песма "Исток је црвен" је заснована на адаптацији народне кинеске песме из покрајине Шенси, током Другог кинеско-јапанског рата. Постоје спорови око ауторства песме, али је традиционално приписана Ли Јоујуену (кин: 李有源), кинеском земљораднику.
Песма је искоришћена као наслов истоимене филмске опере, снимљене у част петнаестогодишњице оснивања Народне Републике Кине 1964. године.
Током Културне револуције песма фактички добија статус државне химне, и започиње се са њеним емитовањем на радију и телевизији. Често је извођена на јавним местима путем разгласа, а Кинески национални радио је њоме започињао свој јутарњи програм.
Први кинески сателит, лансиран 24. априла 1970. Донг Фанг Хонг I  (кин: 东方红一号), у преводу "Исток је црвен", је након успешног лансирања, из свемира емитовао ову песму назад на Земљу.

## Данашњи статус
Песма "Исток је црвен", је након краја Културне револуције изгубила свој некадашњи статус, међутим и даље је остала популарна у кинеској култури. Према анкети спроведеној 2009. "Исток је црвен" је била најпопуларнија патриотска песма у Кини.
Током прославе стогодишњице Комунистичке партије Кине 2021. године, најављен је гала концерт у Пекингу, где је у репертоар укључено и извођење ове песме.

## Текст песме
| Упрошћено кинеско писмо | Традиционално кинеско писмо | Пинјин | Превод на српски језик |
| --- | --- | --- | --- |
| 东方红，太阳升， 中国出了个毛泽东。 他为人民谋幸福， 呼尔嗨哟，他是人民大救星！ 毛主席，爱人民， 他是我们的带路人， 为了建设新中国， 呼尔嗨哟，领导我们向前进！ 共产党，像太阳， 照到哪里哪里亮。 哪里有了共产党， 呼尔嗨哟，哪里人民得解放！ | 東方紅，太陽升。 中國出了個毛澤東。 他為人民謀幸福， 呼爾嗨喲，他是人民大救星！ 毛主席，愛人民， 他是我們的帶路人， 為了建設新中國， 呼爾嗨喲，領導我們向前進！ 共產黨，像太陽， 照到哪裡哪裡亮， 哪裡有了共產黨， 呼爾嗨喲，哪裡人民得解放！ | Dōngfāng hóng, tàiyáng shēng, Zhōngguó chū liǎo ge Máo Zédōng, Tā wèi rénmín móu xìngfú, Hū'ěr-hei-yo, tā shì rénmín dà jiùxīng! (Понављају се последња два стиха) Máo zhǔxí, ài rénmín, Tā shì wǒmén de dàilùrén Wèile jiànshè xīn Zhōngguó, Hū’ěr-hei-yo, lǐngdǎo wǒmén xiàng qiánjìn! (Понављају се последња два стиха) Gòngchǎndǎng, xiàng tàiyáng, Zhàodào nǎlǐ nǎlǐ liàng, Nǎlǐ yǒu liǎo Gòngchǎndǎng, Hū‘ěr-hei-yo, nǎlǐ rénmín dé jiěfàng! (Понављају се последња два стиха) | Исток је црвен, сунце излази. Из Кине стиже Мао Цедунг. Он се бори за срећу народа, Ура, он је наш спаситељ. (Понављају се последња два стиха) Председник Мао воли народ. Он је наш вођа У изградњи нове Кине Ура, води нас напред! (Понављају се последња два стиха) Комунистичка партија налик је сунцу, где год да сија, ведро је. Где год да је Комунистичка партија, Ура, тамо народ је ослобођен. (Понављају се последња два стиха) |